# Pruitt Taylor Vince
Pruitt Taylor Vince (* 5. Juli 1960 in Baton Rouge, Louisiana) ist ein US-amerikanischer Schauspieler und Emmy-Preisträger.

## Leben
Vince ist vor allem als Nebendarsteller aufgetreten. Er hat eine Augenkrankheit, die als Nystagmus (Augenzittern) bezeichnet wird, welche beispielsweise in Constantine und Dr. House in seine Rollen eingearbeitet wurde. Für eine Gastrolle in der Fernsehserie Murder One – Der Fall Jessica gewann er im Jahr 1997 einen Emmy. Sein Schaffen umfasst rund 100 Film- und Fernsehproduktionen.

## Filmografie (Auswahl)
- 1987: Angel Heart
- 1987: Barfly
- 1987: Shy People – Bedrohliches Schweigen (Shy People)
- 1988: Mississippi Burning – Die Wurzel des Hasses (Mississippi Burning)
- 1988: Miami Vice (Episode 5x04)
- 1988: Red Heat
- 1989: Steven – Die Entführung (I Know My First Name Is Steven)
- 1989: Mein Partner mit der kalten Schnauze (K-9)
- 1990: Wild at Heart – Die Geschichte von Sailor und Lula (Wild at Heart)
- 1990: Jacob’s Ladder – In der Gewalt des Jenseits (Jacob’s Ladder)
- 1990: Komm und sieh das Paradies (Come See the Paradise)
- 1991: JFK – Tatort Dallas (JFK)
- 1991: Der perfekte Mord (Dead in the Water)
- 1994: Natural Born Killers
- 1994: Nobody’s Fool – Auf Dauer unwiderstehlich (Nobody’s Fool)
- 1994: China Moon
- 1994: Die goldenen Jungs (City Slickers II: The Legend of Curly’s Gold)
- 1995: Hungry For Love (Heavy)
- 1995: Highlander (Fernsehserie, Episode 4x03)
- 1996: Beautiful Girls
- 1996: Akte X – Die unheimlichen Fälle des FBI (The X-Files, Fernsehserie, Episode 4x04)
- 1997: The Hunt (Cold Around the Heart)
- 1997: Am Ende der Gewalt (The End of Violence)
- 1999: Die Legende vom Ozeanpianisten (La leggenda del pianista sull’Oceano)
- 2000: The Cell
- 2000: Nurse Betty
- 2002: S1m0ne
- 2002: 24 Stunden Angst (Trapped)
- 2003: Monster
- 2003: Identität (Identity)
- 2003: Alias – Die Agentin (Alias, Fernsehserie, Episode 3x08)
- 2004: CSI: Vegas (CSI: Crime Scene Investigation, Fernsehserie, Episode 5x05)
- 2005: Constantine
- 2005: Drop Dead Sexy
- 2005–2006: Deadwood (Fernsehserie, 10 Episoden)
- 2007: Desires of a Housewife – Menschen am Abgrund (When a Man Falls in the Forest)
- 2007: Dr. House (House, Fernsehserie, Episode 3x06)
- 2007: Captivity
- 2008: The Echo
- 2009: Mord in Louisiana (In the Electric Mist)
- 2009: Medium – Nichts bleibt verborgen (Medium, Fernsehserie, Episode 6x01)
- 2010: Leaves of Grass
- 2010–2014: The Mentalist (Fernsehserie, 13 Episoden)
- 2011: In Northwood (On the inside)
- 2011: Drive Angry
- 2011: Flypaper – Wer überfällt hier wen? (Flypaper)
- 2011: Creature – Die Legende vom Monster aus dem Sumpf (Creature)
- 2011: The Walking Dead (Fernsehserie, 2 Episoden)
- 2012: Hawaii Five-0 (Fernsehserie, Episode 2x20)
- 2012: Bones – Die Knochenjägerin (Bones, Fernsehserie, Episode 7x07)
- 2013: Beautiful Creatures – Eine unsterbliche Liebe (Beautiful Creatures)
- 2013: True Blood (Fernsehserie, 5 Episoden)
- 2014: 13 Sins
- 2015: Devil’s Candy
- 2015: Heroes Reborn (Miniserie, 7 Episoden)
- 2017: Stranger Things (Fernsehserie, 2 Episoden)
- 2018: The Blacklist (Fernsehserie, 2 Episoden)
- 2018: Gotti
- 2018: Bird Box – Schließe deine Augen (Bird Box)
- 2024: Lady in the Lake (Miniserie)
- 2025: Superman

## Auszeichnungen
- 1997: Viewers for Quality Television Awards Q Award Best Recurring Player für Murder One
- 1997: Primetime Emmy Award Outstanding Guest Actor in a Drama Series für Murder One
- 2013: Northeast Film Festival Nominiert Best Supporting Actor in a Feature für Broken Blood